# Стасенко, Геннадий Семёнович
Стасенко Геннадий Семёнович (6 февраля 1940, Тайшет — 23 мая 2021, Курск) — советский и российский актёр театра. Заслуженный артист РСФСР (1990).

## Биография
В 1965 году окончил Днепропетровское театральное училище по специальности актёрского мастерства (педагог — Д. Т. Бондаренко). Работал в Днепропетровском русском драматическом театре им. М. Горького, Николаевском русском драматическом театре им. Чкалова. Играл в театрах Котласа и Благовещенска.
В 1979 году переехал в Курск и стал артистом Курского государственного драматического театра имени А. С. Пушкина.
Заслуженный артист РСФСР. Обладатель Серебряной медали Лауреата премии им. А. Д. Попова (1977).

## Роли
Сыграл более 80 ролей. Театральные издания особо выделяют роли графа Воронцова («Пушкин в Одессе» Ю. Дынова), Максима («Фаворит» Д. Ийеша), Стрельцова («Полк идёт» М. Шолохова), Афони («Усвятские шлемоносцы» Е. Носова), Казарина («Маскарад» М. Лермонтова), Подколесина («Женитьба» Н. Гоголя), Степана («Поминальная молитва» Г. Горина), Линьера («Сирано де Бержерак» Э. Ростана), Измаила («Принцесса Турандот» К. Гоцци), маркиза де Санта-Круса («Рюи Блаз» В. Гюго), Наблюдателя («Жертвы века» А. Островского) и другие.
Исполнение роли Стрельцова отмечено присуждением Серебряной медали Лауреата премии имени А. Д. Попова. Также выделяется роль профессора в спектакле «Соловьиная ночь» режиссёра Ю. Бурэ по пьесе Валентина Ежова, — по словам рецензента «Курской правды», «небольшая, но пронзительная».